# Paul Reinhold Strandberg
Paul Reinhold Strandberg, född den 29 mars 1831 i Stigtomta församling, Södermanland, död den 14 februari 1903 i Stockholm, var en svensk ämbetsman och publicist. 
Strandberg var 1878–1896 kanslisekreterare i Civildepartementet och 1886–1894 därjämte huvudredaktör av Post- och Inrikes tidningar. Han blev riddare av Vasaorden 1882.
Paul Reinhold Strandberg var bror till Olof och Carl Wilhelm August Strandberg. Tre söner till honom ägnade sig åt sångarbanan: Agnar Strandberg (bas), Richard Strandberg (baryton) och Nils Strandberg (tenor, även kompositör av sångromanser). Den sistnämnde var 1909–1917 gift med operasångerskan Lilly Walleni.